# Cizara schausi
Cizara schausi is een vlinder uit de familie van de pijlstaarten (Sphingidae). De wetenschappelijke naam van de soort is voor het eerst geldig gepubliceerd in 1923 door Benjamin Preston Clark.